# Cheval ailé
Vous lisez un « bon article » labellisé en 2013.
Ne doit pas être confondu avec Licorne ailée.
Un cheval ailé est un cheval possédant une paire d'ailes, généralement à plumes et inspirées de celles des oiseaux. Cette forme fantastique et imaginaire du cheval est présente depuis la plus haute Antiquité dans l'art et les récits de mythes, de légendes, différentes religions, et les traditions du folklore populaire. Originaire du Proche-Orient ancien, le cheval ailé arrive en Europe avec le Pégase de la mythologie grecque. Il est très présent dans la mythologie arabe, et en Inde, tant dans les traditions hindouistes que le bouddhisme. Il est attesté en Chine, chez les Étrusques, en France dans le folklore du Jura, en Corée avec Chollima, en Afrique et en Amérique du Nord.
Étudié par Spinoza et différents psychanalystes, le cheval ailé associe la symbolique du cheval classique, celle de l'animal chtonien et psychopompe, à celle de l'oiseau, animal de légèreté et d'élévation spirituelle. L'origine de l'iconographie et des traditions qui le mentionnent est certainement liée à l'image cosmogonique de l'animal-éclair fécondant la Terre, soutenue par la diffusion du cheval domestique. S'il est toujours lié au rêve et à l'imagination, des pratiques chamaniques où le chaman chevauche un animal ailé pour passer par différents états de conscience pourraient également jouer un rôle dans la diffusion de son mythe.
Le plus connu des chevaux ailés, Pégase, a vu son nom s'étendre pour désigner par extension tout type de cheval ailé dans le monde occidental. C'est également une figure héraldique imaginaire assez fréquente, et un sujet répandu dans toutes les formes d'art. Différentes œuvres modernes de fantasy, les comics et les jeux de rôle comptent des chevaux ailés. Luno the White Stallion est le sujet d'une série de cartoons. La saga de Harry Potter en présente plusieurs, notamment les sombrals. Les chevaux ailés sont devenus populaires auprès des petites filles depuis la fin du XXe siècle, en particulier grâce à des licences de jouets comme ceux de My Little Pony et de Bella Sara.

## Création et description

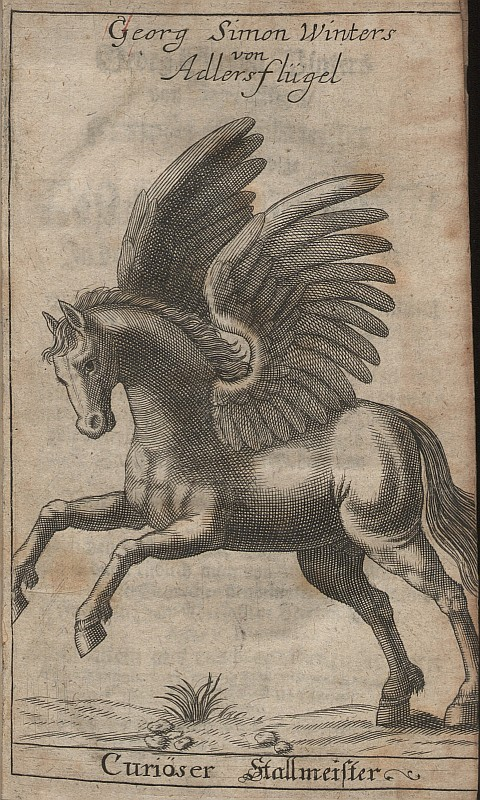
Landwirtschaft & Nutztierhaltung & Biologie & Pferd, gravure dans un Manuscrit allemand de 1680 réalisée par Georg Simon Winter, et montrant un cheval ailé d'un point de vue biologique

Le cheval ailé est un animal fantastique et chimérique, tout comme le sphinx, le centaure ou encore le griffon. Il est composé d'éléments qui existent réellement, un cheval et les ailes d'un oiseau. Sa figure imaginaire est créée par combinaison d'éléments existants. Bien qu'aucun cheval ailé n'existe dans le monde physique, il possède une forme de réalité dans le domaine du rêve, du surnaturel et de la mythologie : la réalité physique est constitutive de la réalité interne. Dans Éthique, le philosophe Spinoza prend l'exemple du rêve de cheval ailé pour montrer que, dans l'état de rêve, rien ne permet d'affirmer qu'il n'existe pas face au cheval sans ailes. Il prend également l'exemple d'un enfant qui, ayant déjà vu un cheval mais n'ayant pas forcément l'idée qu'un cheval avec des ailes ne peut exister, croira à sa réalité. Enfin, il distingue la perception de l'entendement (percevoir un cheval ailé) de la volonté (juger qu'il existe un cheval ailé), en disant qu'un enfant qui n'a que l'entendement d'un cheval ailé croira à son existence,.
Le cheval ailé est le plus souvent représenté blanc. Depuis le XXe siècle tout particulièrement, certaines représentations de chevaux ailés dans la culture populaire leur attribuent des ailes membraneuses comme celles des chauve-souris, et une couleur noire. C'est le cas des Sombrals de la saga Harry Potter, du Hellhorse de Dreadknight et de Valinor, monture du Black Knight dans les comics américains.

## Attestations mythologiques, légendaires et religieuses

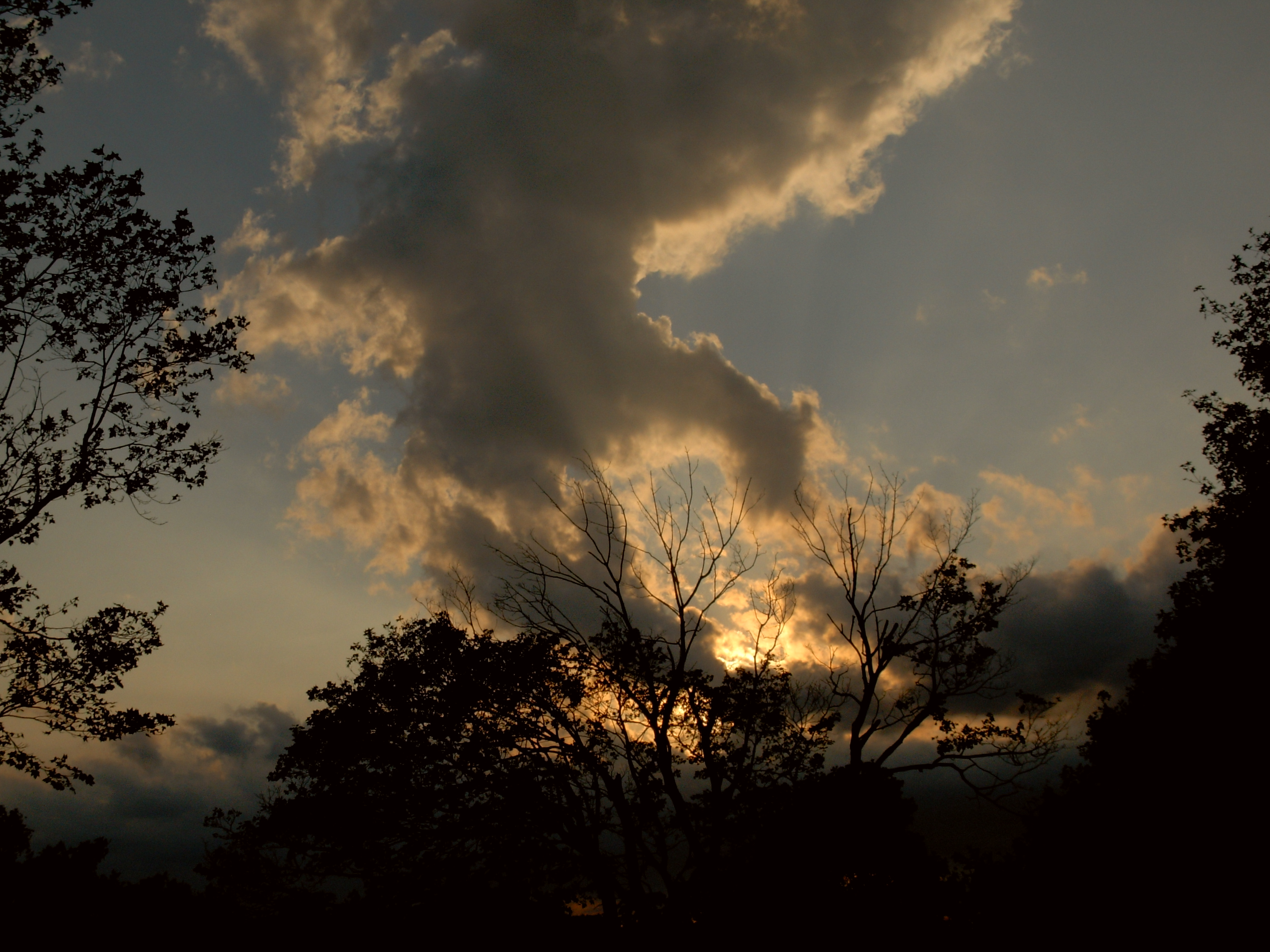
La figure du cheval ailé s'associe naturellement au ciel et aux mythes cosmogoniques.

Le cheval ailé s'associe tout naturellement au ciel, et donc aux récits cosmogoniques qui racontent la création et l'organisation du monde et des éléments. Parmi les thèmes récurrents des cosmogonies figurent le lait produit par une vache céleste, et la divinité qui, en faisant tomber la pluie, fertilise la Terre. Ce dieu fécondant a généralement l'apparence d'un bélier, d'un taureau ou encore celle d'un oiseau ou d'un cheval ailé symbolisant un éclair aussi vif qu'une flèche. La plupart des phénomènes climatiques changeants prennent des formes d'animaux dans les anciennes croyances. L'observation de forces naturelles, de l'eau, de la foudre ou des oiseaux est citée comme origine possible du mythe de Pégase.
Selon le germaniste Marc-André Wagner, le cheval ailé est apparu un premier temps chez les proto-Hittites, provenant de l'Orient ancien. Les animaux légendaires porteurs d'éclairs apparaissent dans cette région, où le cheval s'est peu à peu substitué au taureau dans ce rôle. Pégase serait la récupération grecque d'un mythe asiatique de cheval-éclair. Le cheval ailé est devenu très fréquent dans les mythologies, et davantage encore dans les œuvres d'art antiques. Ludolf Malten pense que le mythe du cheval-éclair a pris forme vers les IIe millénaire av. J.-C. et IIIe millénaire av. J.-C. en Asie mineure, parallèlement à la diffusion du cheval domestique. Pégase est de loin le plus connu des chevaux ailés, au point que son nom (propre) est venu à désigner par défaut les créatures de ce type dans l'héraldique, ou encore dans les univers de fantasy et les jeux de rôle. Il n'est toutefois pas le seul cheval ailé dont l'histoire, les écrits et les mythes ont retenu le nom.

### Gréco-romains

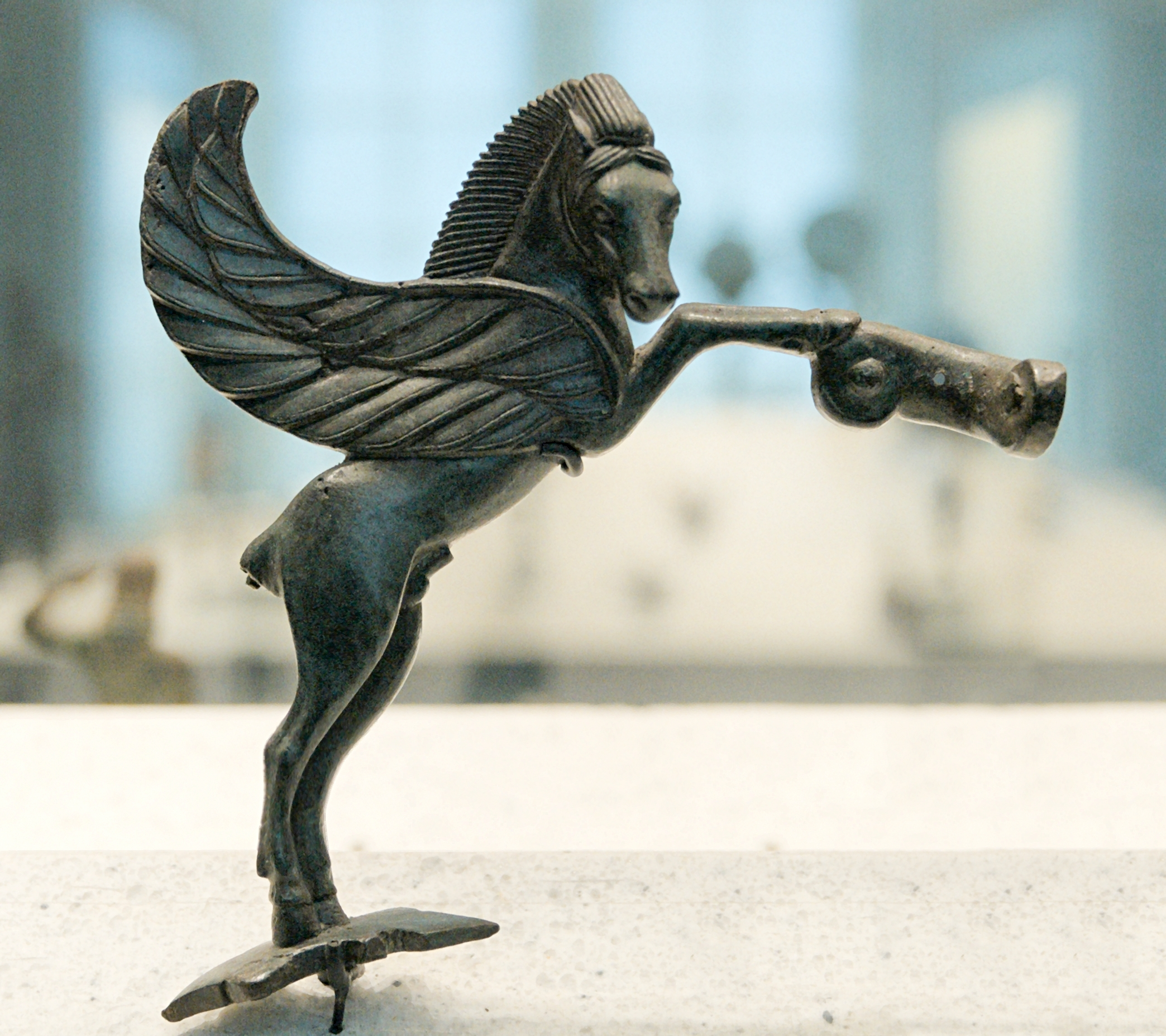
Cheval ailé en bronze fabriqué dans un atelier de Grèce du Nord-Ouest au troisième quart du

Pégase, de loin le plus représentatif des chevaux ailés gréco-romains, proviendrait d'un ancien dieu des orages dans la mythologie hittite, portant l'épithète de Pihassassa. Une partie de son mythe serait passée des peuples louvitophones aux anciens Grecs. Jacques Desautels y voit une conséquence de la domestication du cheval par les Grecs. Son mythe connait une large diffusion dans le monde antique ; repris par les Romains, il est partiellement christianisé au IVe siècle d'après l'historien des religions Marcel Simon.
Les textes relatifs à la mythologie grecque mentionnent que le héros Pélops reçoit de Poséidon un char attelé de deux chevaux ailés. Dans le même passage consacré à la description des scènes mythologiques qui ornent le Coffre de Cypselos, Pausanias suggère de reconnaître deux Néréides dans un char tiré par des chevaux aux ailes d'or, dans une représentation qui pourrait montrer la remise par Héphaistos du second armement d'Achille à Thétis après la mort de Patrocle. Lorsque Platon décrit le temple de Poséidon sur l'île mythique de l'Atlantide, la statue du dieu se trouve selon lui debout dans un char attelé de six chevaux ailés. Ales equus est peut-être une métaphore pour le dieu du vent Zéphyr :

« Récemment séparées de moi, les autres boucles, mes sœurs, pleuraient ma destinée, lorsque s'offrit à ma vue fendant l'air du battement de ses ailes, le frère de Memnon l'éthiopien, le cheval ailé de la Locrienne Arcinoé ; il me prend, vole au milieu des ténèbres du firmament et me dépose sur le chaste sein de Vénus. C'était elle, la maîtresse du Zéphyrion, qui avait chargé son serviteur de cette mission »

— Catulle, Poésies (traduction de G. Lafaye)

#### Hippalectryon

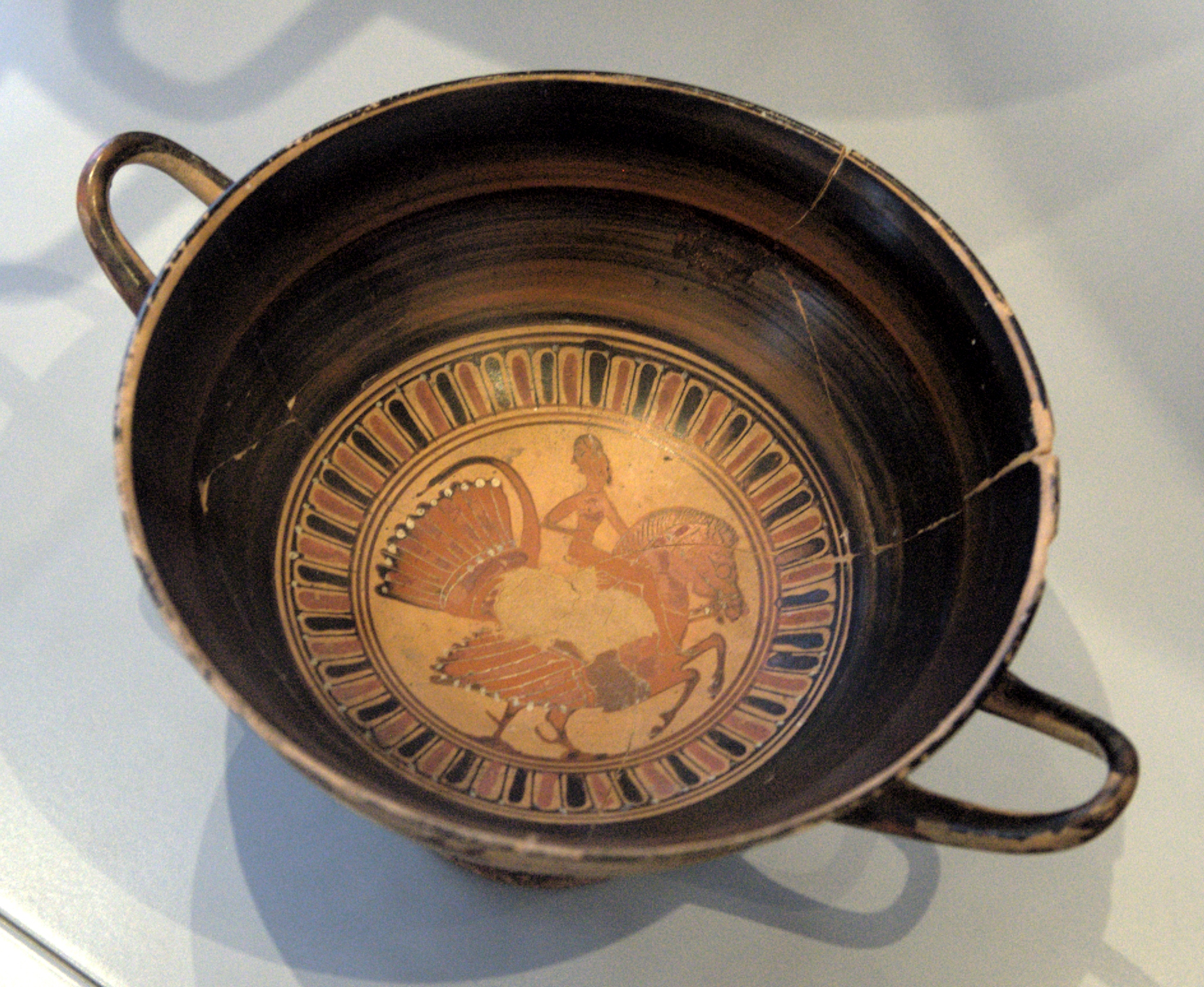
Garçon chevauchant un hippalectryon, kylix attique à figures noires, 540-530 av. J.-C., Altes Museum (Berlin)

L’hippalectryon est une créature hybride fantastique de Grèce antique, dont la partie antérieure est celle d'un cheval et la partie postérieure celle d'un coq, ailes, queue et pattes comprises. Il porte un plumage jaune ou roux selon les traductions. Mythes et légendes qui pourraient lui être rattachés restent inconnus. Cette créature peu commune apparaît dans 85 objets d'art antique grecs, le plus ancien datant du IXe siècle av. J.-C. On le retrouve plus fréquemment au VIe siècle av. J.-C. dans la peinture sur vase ou plus rarement en sculpture, monté par un jeune cavalier désarmé. Il orne probablement quelques pièces de monnaie antiques. Au Ve siècle av. J.-C., il est mentionné par Eschyle, et surtout par Aristophane qui en fait l'une de ses injures préférées. Sa fonction demeure assez mystérieuse, comme bête apotropaïque et prophylactique, il pourrait avoir été consacré à Poséidon et chargé de protéger les navires. D'autres études y voient une bête grotesque amusant les enfants, ou une simple décoration fantastique sans fonction particulière.

#### Pégase

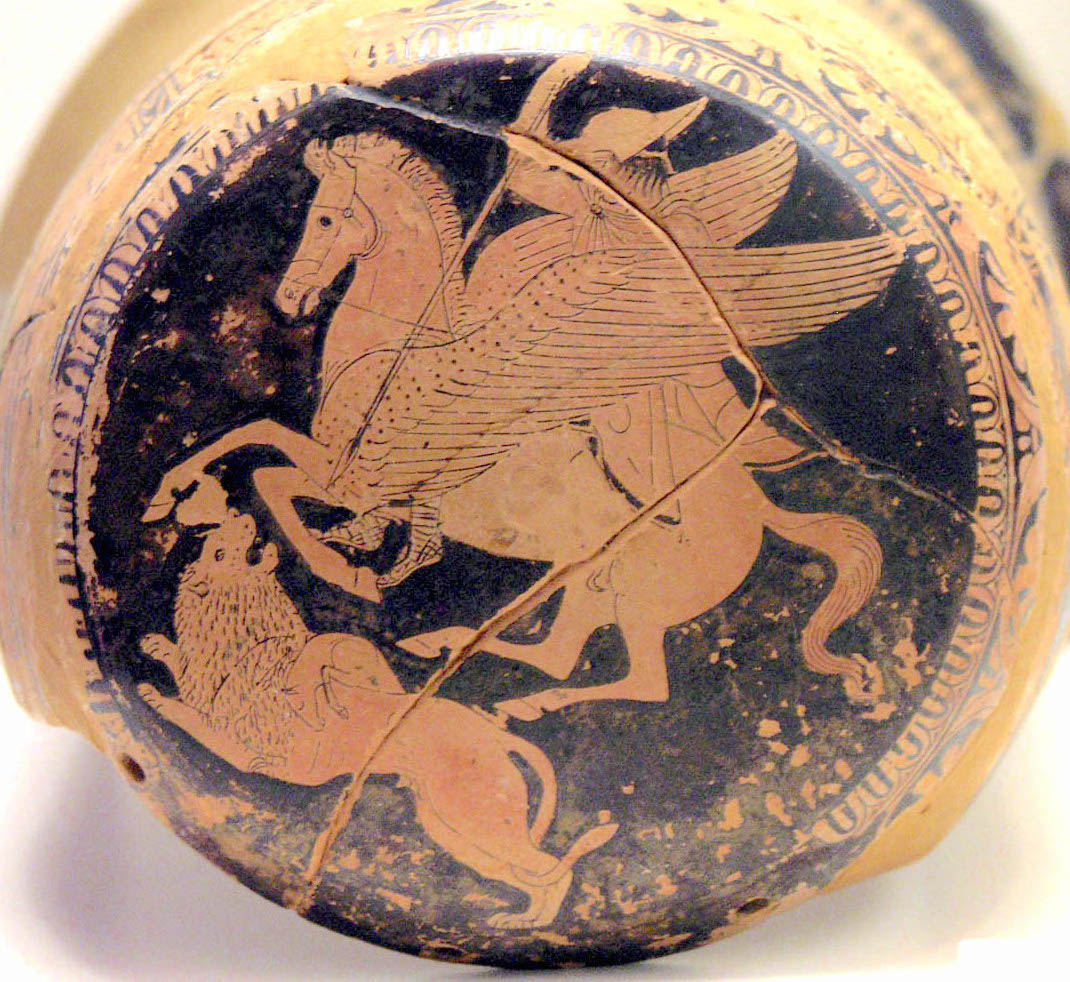
Bellérophon combattant la Chimère sur Pégase. Scène peinte sur l'extrémité d'un épinétron attique,

Pégase s'avère être l'une des créatures fantastiques les plus célèbres de la mythologie grecque. De nature divine, il est généralement représenté en blanc. Il naît avec son frère Chrysaor du sang de la gorgone Méduse décapitée par le héros Persée. D'après les poètes gréco-romains, il monte au ciel après sa naissance et se met au service de Zeus, le roi des dieux, qui le charge de lui apporter les éclairs et le tonnerre sur l’Olympe. Ami des Muses, Pégase est le créateur de la source Hippocrène qu'il fait jaillir d'un coup de sabot. Capturé par le héros Bellérophon près de la fontaine de Pirène grâce à l'aide de la déesse Athéna et du dieu Poséidon, il permet à ce héros de le monter afin de vaincre un monstre, la Chimère, et de réaliser de nombreux autres exploits. Son cavalier est toutefois victime de son orgueil et chute de son dos en tentant d’atteindre le mont Olympe. Pégase retrouve Zeus qui finit par le transformer en constellation, et le placer dans le ciel.

#### Pégase éthiopien

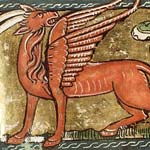
Pégase éthiopien sur un manuscrit de 1350, bibliothèque nationale des Pays-Bas.

Les pégases éthiopiens sont mentionnés par Pline l'Ancien comme une tribu de chevaux ailés et cornus qui vivrait en Éthiopie, en Afrique sub-saharienne. Leur figure est reprise dans des bestiaires médiévaux.

### Mythologie germano-scandinave
Le cheval ailé est rare sinon absent de la mythologie nordique et des traditions germaniques, bien que la fonction chamanique du cheval, qui implique un vol magique, y soit présente. Des chevaux capables de voler, comme Árvak et Alsvid, Hrímfaxi et Skínfaxi ou même Sleipnir, ne possèdent pas d'ailes. Contrairement à l'imagerie moderne, en particulier sous l'influence des comics et de certains sites web, les Valkyries de la mythologie nordique ne montent pas de chevaux ailés ni de cygnes malgré leur rapport étroit avec cet oiseau. Les sources originales parlent de « montures de nuage » qui secouent leur crinière en faisant tomber la rosée et la grêle.
Hófvarpnir, le cheval de la déesse Gná, est capable de se déplacer dans l'air comme sur la mer :
Je ne vole pas

Bien que je pense

Traverser les cieux

Sur Hofvarpnir

Celui que Hamskerpir eut

Avec Garðrofa

— Gylfaginning (35)
Jacob Grimm note que Gná n'est pas considérée comme une déesse ailée, mais que sa monture pourrait avoir été un cheval ailé, un rapprochement rejeté par les études plus récentes. Son frère Wilhelm Grimm relève a son époque que Falke, monture de Thidrek (Théodoric de Vérone) dans une légende germanique, porte un nom signifiant « faucon », ce qui laisse à supposer qu'il possède des ailes,. Ce rapprochement est lui aussi absent des travaux plus récents.

### Mythologie hébraïque et mithraïsme
Chez les hébreux, les récits apocalyptiques et légendaires évoquent souvent des chevaux ailés qui émergent de la mer. Selon l'un des hymnes du mithraïsme, Mithra s'élève au ciel dans un char d'or tiré par quatre chevaux « qui volent ».

### Europe chrétienne
La venue du Christianisme en Europe fait reculer cet animal fabuleux issu de traditions « païennes » antérieures, mais ne l'élimine pas pour autant. La créature est parfois diabolisée, ainsi la monture du démon Adramelech est représentée comme un cheval ailé, dans les interprétations récentes de la démonologie. Une preuve de survivance de cette croyance malgré le Christianisme est la présence de chevaux ailés dans le folklore du Jura.

#### Folklore jurassien

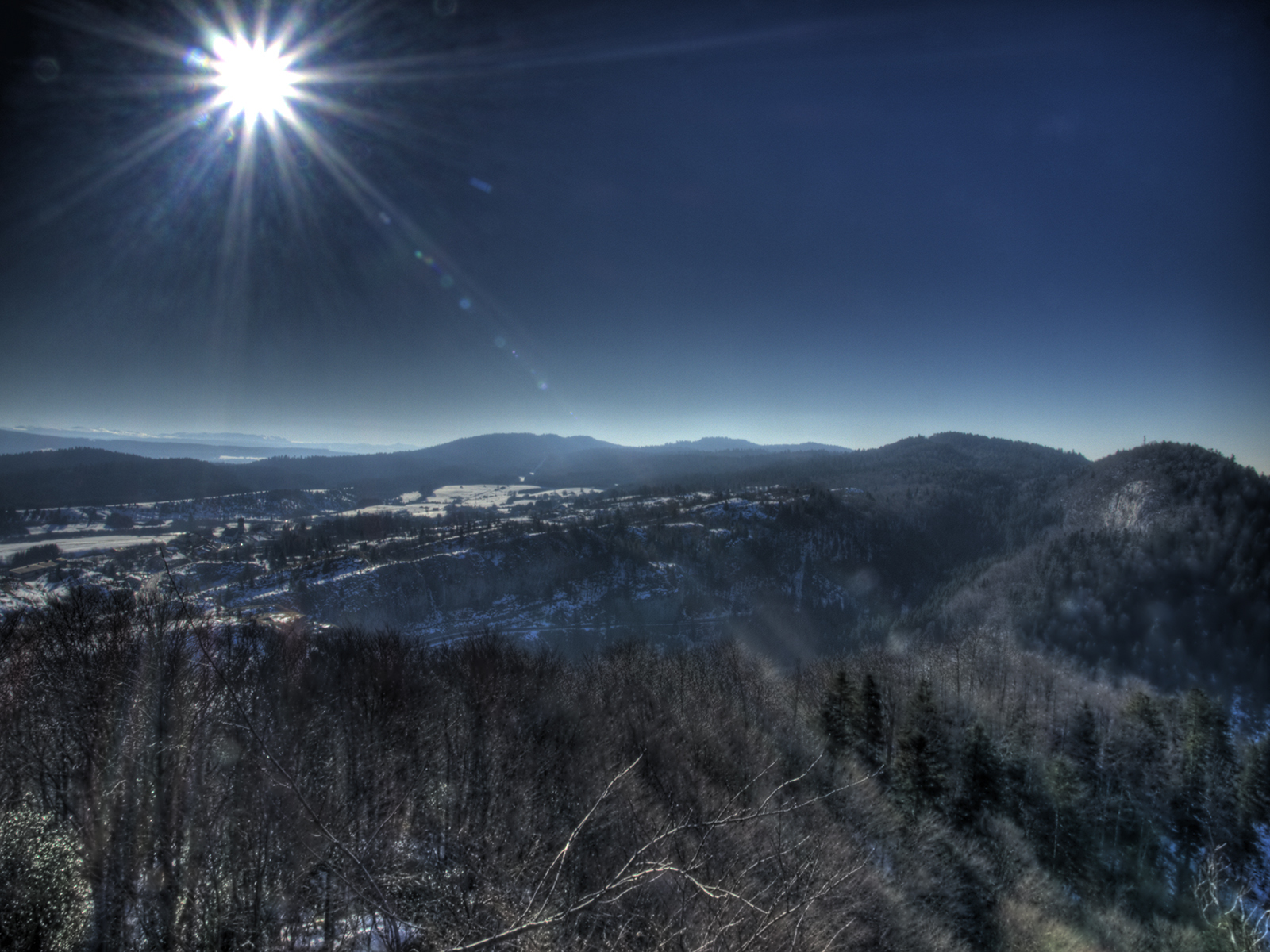
Vue de La Chaux-du-Dombief depuis le Pic de l'Aigle, lieux où aurait été aperçu le sylphe cavalier du Jura avec son cheval blanc ailé.

Le folklore français compte des chevaux ailés dans le Jura, tous répertoriés par les folkloristes du XIXe siècle, notamment Désiré Monnier. Le cheval blanc de Chisséria ou « Pégase de Ségomon » est propre au canton d'Arinthod,. Il apparaît dans les airs sous la forme d'un cheval blanc, parfois accompagné d'esprits follets, de sylphes et de sylphides, ou chevauché par un chasseur armé qui parcourt le ciel. Le cheval blanc de Foncine, ou « Pégase de Foncine », est le sujet de nombreux témoignages. Réputé apparaître plus volontiers au crépuscule, « l'heure de toutes les apparitions merveilleuses », de nombreux bergers affirment avoir eu le plaisir de voir « cet élégant coursier » blanc paître aux sources de la Saine, puis s'envoler avec « une admirable légèreté » vers la cime de la montagne sacrée, ce qui les envahit d'émotions. Le maire de Foncine-le-Haut lui-même atteste que ce cheval est très connu à son époque.
Un sylphe cavalier, décrit comme un roi au sabre levé, monterait un cheval blanc ailé et superbement harnaché dans les cieux. Il est cité près des lacs du haut-Jura comme ceux de Bonlieu et de Narlay. Le blanc palefroi s'abattrait dans la plaine sans la toucher et repartirait aussi promptement que l'éclair. D'autres ont aperçu son cheval seul, attaché par la bride à une roche escarpée comme à un râtelier. En dehors de la roche, en l'air, il porte le crin hérissé, la queue tendue, attendant avec impatience que son maître vienne afin de recommencer au plus tôt ses courses à travers le ciel,.

#### Contes populaires européens
Le cheval ailé apparaît dans certains contes populaires européens, datés de différentes époques après la christianisation. Celui de Geoffrey Chaucer intitulé Cambuscan présente un cheval mécanique de cuivre capable de voler, sans préciser s'il possède des ailes. Le roi de Sarray le reçoit du souverain d'Arabie et d'Inde : c'est la création d'un puissant magicien, qui l'a rendu capable de voler aussi vite et aussi loin que l'aigle. Plus classique est le cheval ailé du conte Le Dragon doré, recueilli en Gascogne par Jean-François Bladé.

#### Contes slaves
Dans le folklore slave oriental, le cheval fantastique Sivko-Bourko n'est pas expressément décrit comme pourvu d'ailes, toutefois il est capable de sauter à une hauteur surnaturelle. Le cheval magique de Neznaïko, vole, quant à lui, « au-dessus de la forêt immobile ».

### Mythologie arabe et traditions islamiques
La mythologie arabe ignore nombre de créatures issues de la grecque comme le centaure et la licorne, mais accorde une grande place au cheval ailé, souvent en lien avec l'élément du vent. Il est omniprésent dans l'imaginaire du monde musulman et imprègne le vocabulaire hippologique arabe lui-même, une vingtaine de mots employés pour désigner les membres du cheval appartiennent au champ lexical de l'ornithologie. Selon Eugène Daumas, les Arabes ont une croyance selon laquelle les chevaux de robe alezane sont même capables de voler dans les airs.

#### Bouraq
Le bouraq est une monture sacrée qui porte le prophète, selon les hadiths. Monture du prophète Mahomet, il est généralement représenté comme une jument ailée à tête de femme et queue de paon. Le bouraq fait voyager Mahomet de La Mecque à Jérusalem puis de Jérusalem au ciel. Le Sahih al-Bukhari décrit le bouraq comme « un animal blanc et long, plus grand qu'un âne mais plus petit qu'une mule, qui pose son pied aussi loin que le regard peut porter ». Le bouraq est aussi la monture d'Abraham lorsqu'il rend visite à sa femme Agar et à son fils Ismaël. Abraham vit à Jérusalem avec Sarah, sa première femme, mais le bouraq le transporte en une matinée à La Mecque pour voir sa famille, et le ramène en une soirée à Jérusalem auprès de sa femme.

#### Haizum
L'archange Gabriel monterait un cheval ailé nommé « Haizum », selon certaines traditions. Ce cheval ailé est capable de voler partout dans l'espace connu.

#### Mamoun
Mamoun, cheval d'ambre et de musc pur doté d'ailes en pierres précieuses, est créé par Allah pour le père de l'humanité Adam et lui permet de s'élever au ciel. Adam le monte, guidé par l'archange Gabriel, et s'envole vers le ciel où il apprend la grandeur de Dieu.

#### Contes arabes
L'image de cet animal fabuleux se retrouve largement dans le conte des Mille et une nuits intitulé Le Cheval enchanté : un roi reçoit à sa cour un Indien qui lui présente un cheval mécanique d'ébène, capable de s'envoler en tournant une cheville. Au Caire, dans les années 1830, un conte oral met en scène un cheval blanc ailé. Il est le parrain d'un enfant et préside à sa naissance puis le veille toute sa vie, en le portant, en lui offrant du vin et des gâteaux, des vêtements, et l'ombre de ses ailes. Il meurt le même jour que celui qu'il veille. Une sculpture de la mosquée du Caire de l'époque montre ce cheval ailé portant l'enfant qu'il aime sur le cou, avec ses ailes tombantes et affaissées. L'envoleur de chevaux, récit sorti de l'imagination de la québécoise Marie José Thériault, raconte l'histoire d'un Arabe que chacun prend pour un bandit, qui tire une ville de la misère en faisant apparaître un troupeau de chevaux volants. Cette histoire est inspirée par le séjour de l'auteure à Tanger, en 1953.

### En Asie

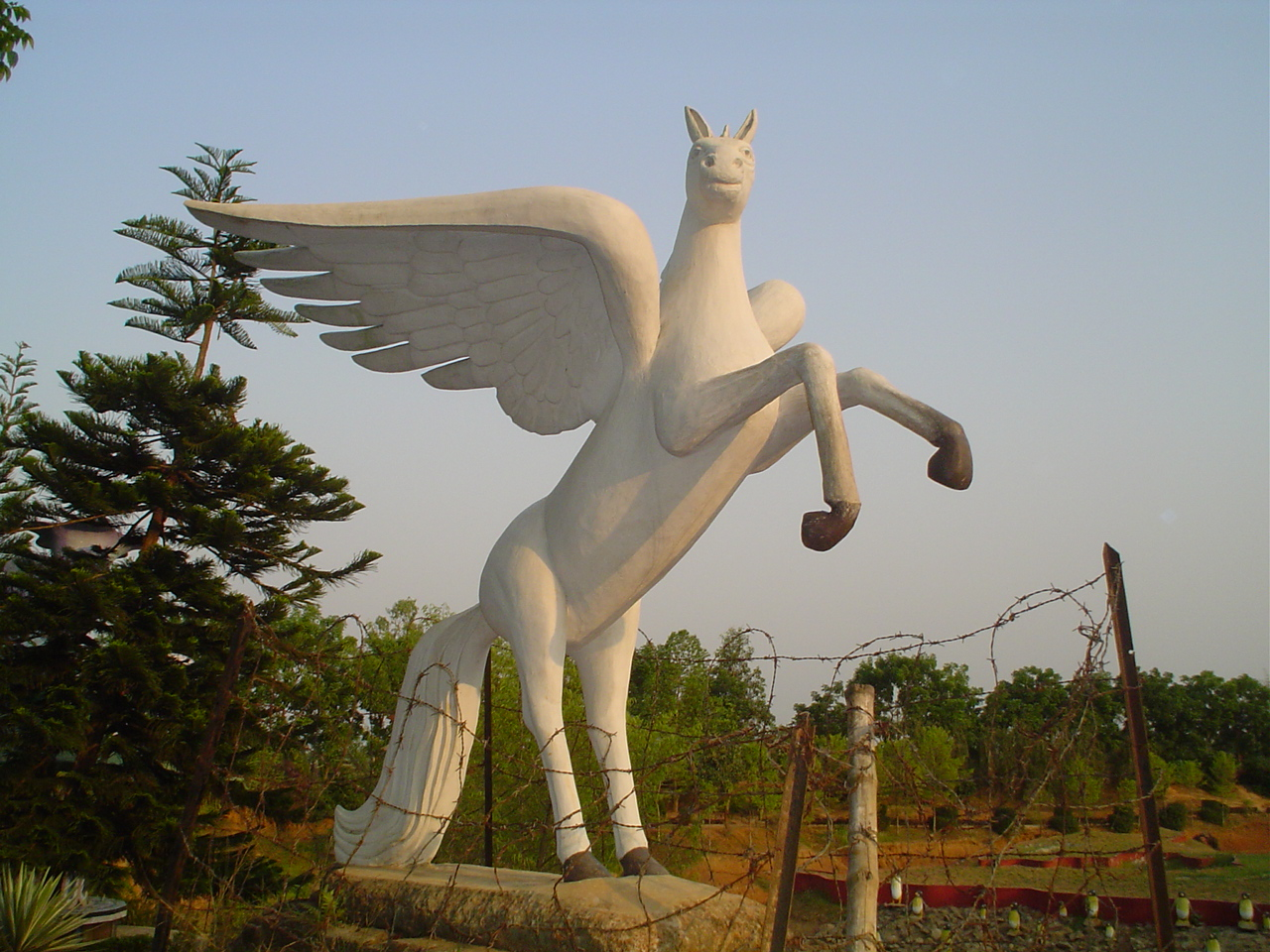
Ponkhiraj, roi des oiseaux dans les contes bengalis, à Dinajpur.

Omniprésent en Asie, le mythe du cheval ailé se retrouve dans les épopées du Tibet et de la Mongolie, qui évoquent des chevaux qui volent tels des oiseaux. En Iakoutie, le cheval chamanique est doté d'ailes. Le peuple nomade des Xianbei, établi dans l'actuelle Mongolie dans l'Antiquité, connaît une « bête céleste à forme équine » qui donne certainement naissance à une abondante production artistique. Ponkhiraj, cheval ailé blanc, est le roi des oiseaux dans les contes populaires du Bangladesh. Un conte oral en wakhi met aussi en scène un poulain merveilleux qui ne doit pas toucher le sol pendant les 40 premiers jours de sa vie, ou bien ses ailes se briseront.

#### Chine - Tianma
Tianma est le cheval (ma) céleste (tian) du folklore chinois. Capable de voler, il protège aussi les vers à soie. Durant la dynastie Zhou, Tianma désigne la constellation du cheval céleste. Il est associé à la dynastie Han avec l'empereur Han Wudi, qui apprécie le cheval d'Asie centrale. Cet animal est crédité de nombreux pouvoirs rappelant le dragon : né des eaux, il est métamorphe et transcende les barrières entre les espèces animales autant que les distances géographiques. Son apparence est variable selon les récits, l'un d'eux le présente comme un tigre qui galope dans les nuages, un autre comme un serpent doté d'une tête de cheval, un autre enfin comme proche de l'oiseau et doté d'ailes.

#### Corée - Chŏllima

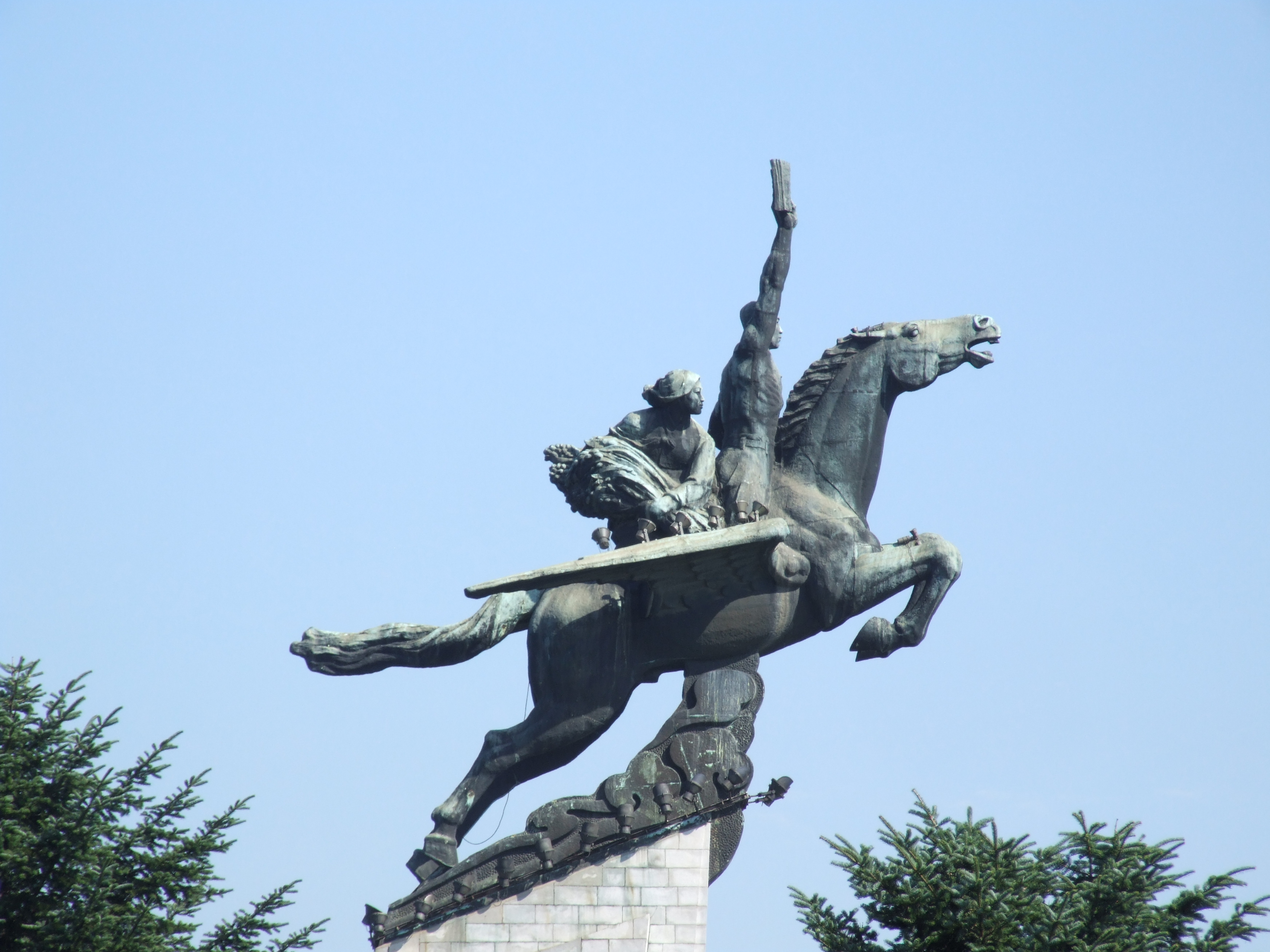
Statue de Chŏllima à Pyongyang.

Un cheval blanc céleste apparaît dans la légende fondatrice d'un des trois royaumes coréens, celui de Silla. Quand le peuple recueille les prières du roi, un cheval émerge d'un éclair en portant un œuf brillant. L'animal merveilleux retourne dans les cieux, puis l'œuf s'ouvre et Pak Hyeokgeose, premier roi de Silla, en sort.
Chŏllima, célèbre cheval issu de la mythologie coréenne, est présent dans de nombreux aspects de la vie quotidienne des coréens bien qu'il soit certainement issu d'une légende chinoise similaire. D'après sa légende, il est capable de parcourir 250 km par jour. Il est souvent représenté comme un cheval ailé. Les statues de la capitale de la Corée du Nord, Pyongyang, symbolisent l'héroïsme et l'esprit combatif du peuple coréen avançant à la vitesse de Chollima. En Corée du Nord, il est un symbole particulièrement fort puisqu'en 1958, il donne son nom au mouvement Chollima initié par Kim Il Sung, un système chargé de motiver les travailleurs à accroître leur productivité pour obtenir un développement économique rapide. Chollima est aussi le surnom de l'équipe de football de Corée du Nord, et le nom d'une ligne de métro, la ligne Chollima.

#### Tchal-Kouyrouk
Issu de l'épopée d'Ër-Töshtük, branche du cycle de Manas qui forme l'épopée nationale du Kirghizistan, Tchal-Kouyrouk (« Queue gris cendré ») est un cheval merveilleux capable de voler, de marcher au fond des eaux et de parler. Il assiste son maître et veille sur lui en toutes circonstances, non sans lui avoir recommandé de suivre ses conseils. Son cavalier doit le fouetter jusqu'au sang en lui arrachant un morceau de chair « gros comme un mouton » pour que des ailes lui sortent des flancs, le rendant capable de franchir d'énormes distances. Ses pouvoirs sont supérieurs à ceux de l'homme, bien qu'il doive endurer les pires supplices pour que ses facultés soient opérationnelles.

#### Tulpar

Les armoiries du Kazakhstan montrent deux chevaux ailés semblables aux tulpars des contes kirghizes.

Le nom de Tulpar désigne le cheval ailé dans la mythologie des tatars, notamment dans l'actuel Kirghizistan. Les « tulpars » des contes kirghizes sont des chevaux capables de voler en portant un héros sur leur dos. Ce mot ne renvoie pas au nom d'un animal ou d'un groupe d'animaux en particulier, mais à un qualificatif. Manas, héros bien connu de l'épopée de Manas, doit capturer le cheval « tulpar » Kak-Kula, un animal chassé plutôt que domestiqué. Sur son dos, Manas enlève la princesse Haïlek et l'emmène au lac Songköl. Plus tard, Kak-Kula perd sa qualité de tulpar alors que le cheval de l'adversaire de Manas, Karay-Boz aux quarante ailes, est clairement un tulpar. Un autre tulpar des contes kirghizes porte le nom de « Blanc-espiègle ».

#### Inde, hindouisme et bouddhisme

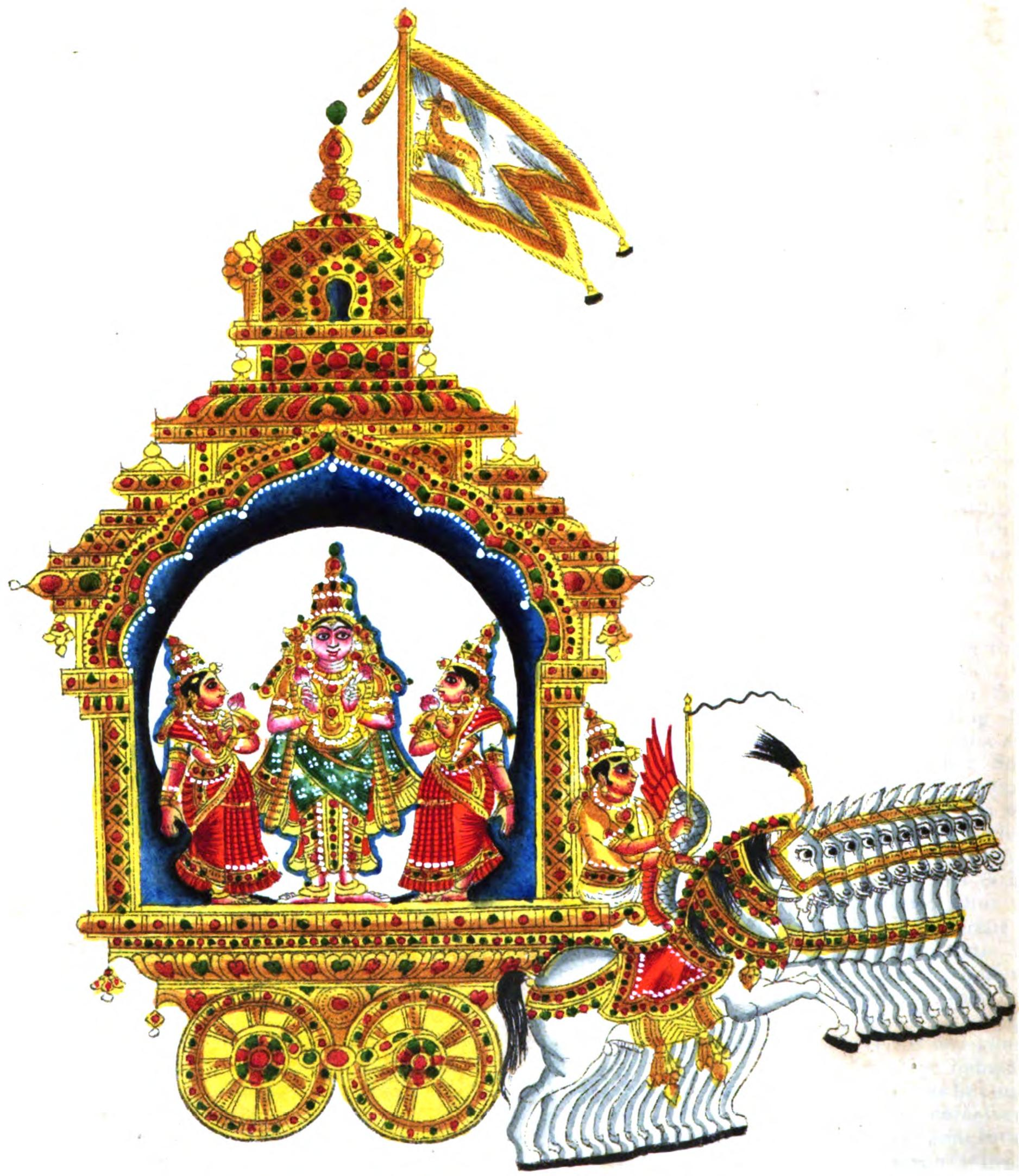
Le dieu de la lune Tchandra avec ses dix chevaux, dont l'un est ailé.

Le cheval ailé abonde dans les textes et l'Art de l'Inde. Selon le Dictionnaire des symboles, « tous les chevaux ailés y apparaissent » (ainsi qu'en Grèce antique), ce qui est particulièrement vrai concernant le bouddhisme. Les associations entre cheval et oiseau y sont typiquement assorties d'une symbolique ourano-solaire. Le cheval ailé se retrouve tant dans les Jātaka bouddhistes que les Jātaka Valahassa ou les Vidura pandita Jātaka. Le cheval volant (mais non ailé) Uchchaishravas, issu du barattage de la mer de lait conté dans le Mahabharata, semble être leur prédécesseur et source d'inspiration à tous : il vole en suivant la course du soleil dans les cieux.

##### Védisme - Tarkshya
Dans le Rig-Véda, les coursiers du char d'Indra sont des chevaux ailés au pelage noir brillant et aux pieds blancs. Leurs yeux brillent comme le soleil, ils s’attellent d'eux-mêmes à leur char au joug d'or. Leur rapidité dépasse la pensée.
Les traditions indiennes védiques comptent aussi Tarkshya, personnification du soleil. Tarkshya est présenté dans les plus anciens textes comme étant un cheval, puis il devient un oiseau doué de parole dans des écrits plus récents, comme dans le Mahabharata où il se confond avec Garuda. Personnification du soleil dans les croyances liées au Védisme, Tarkshya semble avoir reçu ce rôle et ce symbolisme à des époques très anciennes. Il est l'une des montures de Surya, et se fait aussi connaître sous le nom d'Ashva, qui signifie simplement « cheval », ou encore celui d'Arishtanemi dans le Rig-Véda.

##### Hindouisme - Kalki et Arvā
Kalki, dixième incarnation à venir de Vishnou, est souvent représenté sur le dos d'un cheval blanc ailé. Avec cette monture, il détruira l'ancien monde pour laisser place au nouveau.
Le dieu hindou de la lune Chandra possède parmi ses dix chevaux blancs célestes Arvā, ou Arvan, qui est mi-cheval et mi-oiseau. Les représentations lui attribuent souvent des ailes et il est généralement chargé de tracter le chariot du dieu. Le nom du cheval des démons Daityas est également Arvā, lui aussi est mi-cheval et mi-oiseau : il s'agit peut-être de la même monture que celle du dieu, un « cheval de la lune ».

##### Bouddhisme - Balāha

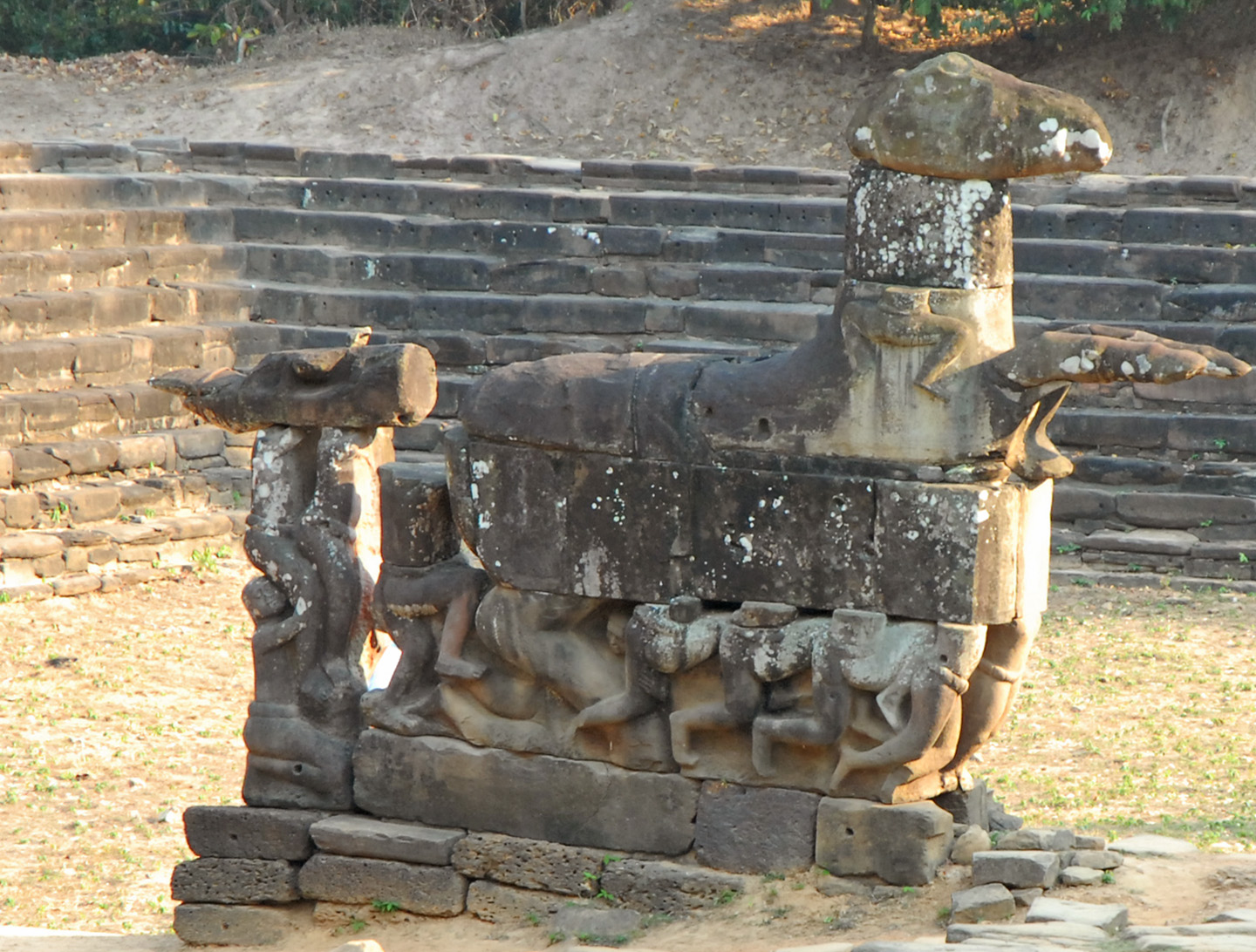
Statue du cheval Balāha à Neak Pean, Siem Reap, Cambodge.

Selon la conception bouddhiste (bien que la croyance soit issue de l'hindouisme), le Raja chakravartin, bodhisattva bienveillant, est entouré de sept joyaux dont l'un est un cheval de classe Balāha, capable de voler,, et de se déplacer sans effort dans toutes les directions. Cette particularité a sans doute poussé les artistes à lui attribuer des ailes dans leurs représentations. Elles sont connues jusqu'au Japon.
L'histoire bouddhiste du cheval Balāha existe en différentes versions, en langue chinoise et indienne. Un bodhisattva vient, sous la forme d'un cheval volant doué de parole et de raison (souvent blanc, parfois décrit comme ailé) délivrer des marchands hindous échoués sur une île, qui ont par erreur fait confiance à des rākshasas, démons anthropophages. Dans les Jātaka Valāhassa, ce cheval est le futur Bouddha lui-même, dans l'une de ses précédentes incarnations. Une version plus récente attribue cette métamorphose au bodhisattva Avalokiteśvara, et l'île y est la future Ceylan. Ce récit se diffuse avec le bouddhisme et, depuis son Inde originelle, est représenté jusqu'au Cambodge et au Japon.

### Autres traditions
Quelques attestations de chevaux ailés se retrouvent en Afrique. Le cheval Bagzan élevé par l'élite des touaregs du Niger est crédité de nombreux pouvoirs surnaturels, dont celui de voler, ce qui n'est pas sans rappeler Pégase. Dans le folklore des Bambara du Mali, des chevaux ailés montés par les génies kwore mènent aux contrées de la pluie fécondante.
Dans le folklore Navajo, il est fait mention d'un cheval céleste qui peut être convoqué grâce à un chant magique : Alexander Eliot le voit comme l'éloge le plus poétique fait au cheval. Toutefois, le cheval est apparu tardivement dans la culture amérindienne, puisqu'il avait disparu de ce continent avant l'arrivée des colons européens.

## Symbolique

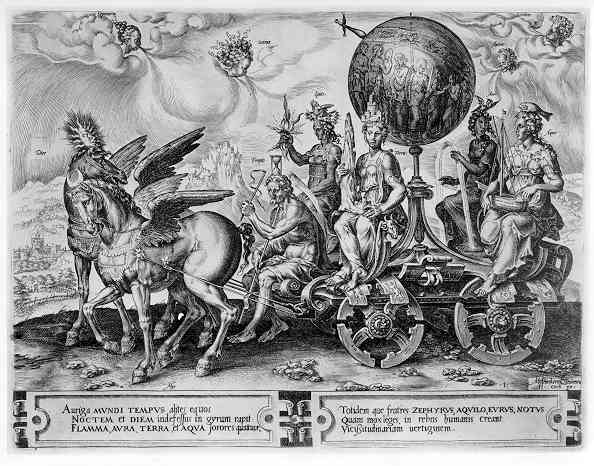
Allégorie du triomphe sous la forme d'un char tracté par des chevaux ailés, 1564.

Le cheval ailé est associé à l'air pour la légèreté de sa course et la richesse de son souffle, ainsi qu'à la foudre. Ses ailes en font un véhicule merveilleux capable de porter l'humain entre les mondes et représentent aussi l'immortalité, par analogie avec les humains immortels qui se voient pousser des ailes.
Il est très présent symboliquement durant toute l'Antiquité, où il devient un signe de Renommée comme en témoignent les pièces de monnaie frappées à son effigie, tant à Syracuse que sous Alexandre le Grand, et dans d'autres régions de Grèce. Pégase est un symbole de sagesse et surtout de Renommée jusqu'à la Renaissance. Il devient celui de la poésie et le créateur de sources merveilleuses dans lesquelles les poètes viennent puiser l’inspiration, tout particulièrement au XIXe siècle où de nombreux poèmes exaltent cette fonction. Par le biais d'une personnification de l'eau, d'un mythe solaire, de l'alchimie ou encore de l'imagination mise en valeur dans les travaux des psychanalystes continuateurs de Carl Jung, une profonde symbolique ésotérique en relation avec l'énergie spirituelle qui permet d'accéder au domaine des dieux, le mont Olympe, lui est attachée.

### Rêve, quête et imagination
Pégase et le cheval ailé ont fait l'objet d'études par le biais de la psychanalyse et de la psychologie analytique, notamment grâce aux élèves de Carl Gustav Jung. Une conférence réunissant des psychanalystes y est consacrée en 1984. De manière générale, c'est un symbole de quête lié à l'inconscient, aux instincts et à l'intuition, dont les ailes symbolisent « le pouvoir transformateur et transcendant de l'imagination ». Il est beaucoup plus fréquent dans les rêves que la licorne. Wilhelm Stekel évoque l'un de ses patients qui voit la moitié d'un cheval ailé tenter de s'extraire du sol où il gît en battant d'une aile unique. Cet homme gagne sa vie comme journaliste, mais aurait voulu devenir romancier. Selon son interprétation, le rêve symbolise son ambition et son impuissance : le cheval ailé est coupé à moitié à cause des limites imposées par la fonction de journaliste, car le métier de journaliste de son patient ne lui permet d'exprimer que la moitié de son imagination.

### Animal chamanique

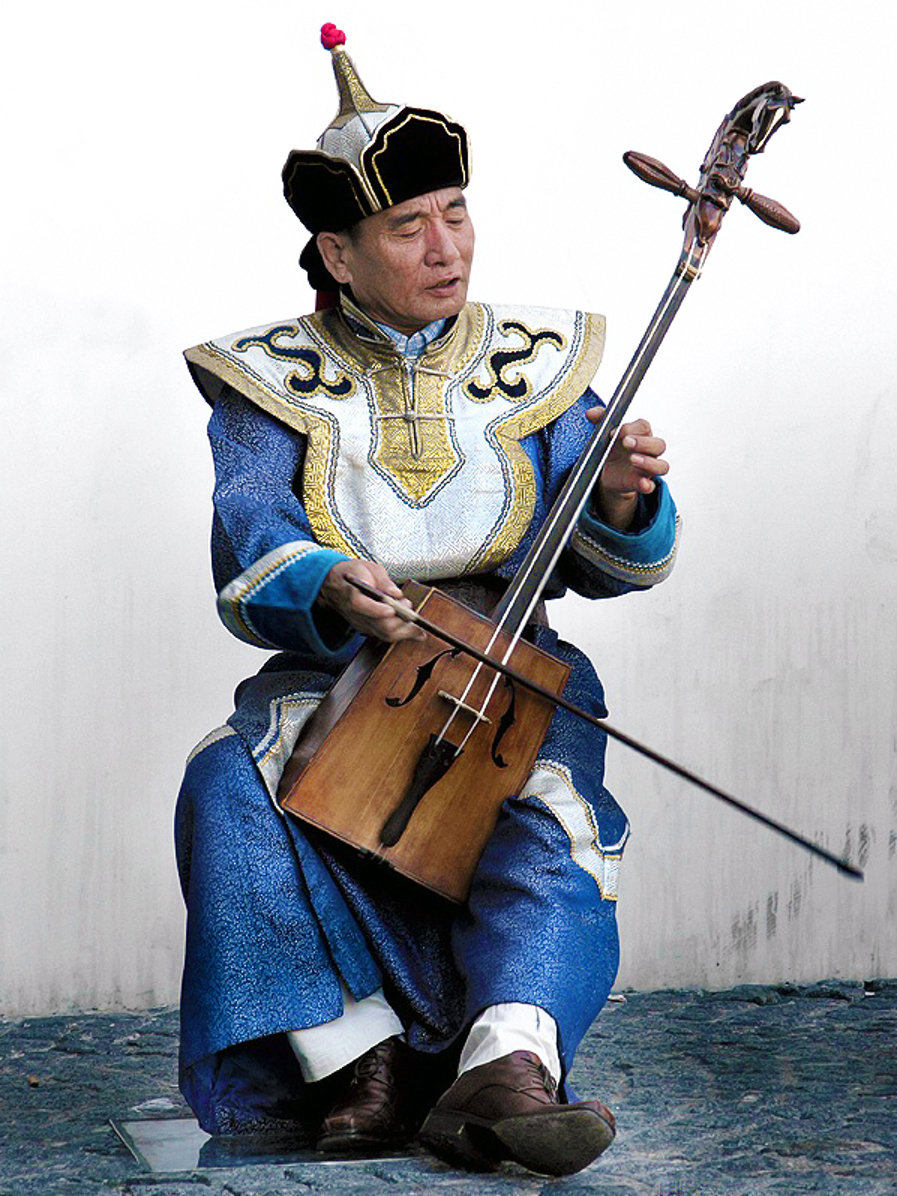
Musicien mongol jouant du morin khuur, la viole à tête de cheval. La création de cet instrument est étroitement liée au chamanisme et à un cheval ailé.

Le cheval ailé ou volant est également associé au chamanisme, une pratique très présente en Asie centrale. La création du morin khuur (viole à tête de cheval), un instrument traditionnel mongol, est relatée par une légende impliquant un cheval ailé. Un berger nommé Khökhöö Namjil chante si bien qu'un jour, l’ezen (esprit-maître) demeurant sur la montagne voisine lui apparaît et lui remet un cheval ailé magique, nommé Jonon Khar. Chaque soir, Jonon Khar vole pour permettre à son cavalier de rejoindre sa bien-aimée. Mais une femme jalouse fait couper les ailes de ce cheval qui tombe du ciel et meurt. Sur les conseils de l'esprit de son cheval, Khökhöö Namjil utilise ses os pour créer un violon orné d’une tête de cheval, et joue des chansons racontant la vie de sa monture. L'épopée de Niourgoun le Yakoute, guerrier céleste, composée au XVIIIe siècle en Iakoutie, est remplie de références chamaniques. Niourgoun convoque à volonté un cheval de couleur rouge foncé, capable de parler. Ses ailes sont sa crinière et sa queue. Sur son dos, le cavalier et guerrier vit très clairement un vol chamanique. Tchal-Kouyrouk, issu de l'épopée nationale du Kirghizistan, intervient lui aussi avec ses ailes qui sortent des flancs dans un récit dont l'inspiration chamanique n'est pas à démontrer,. Le témoignage d'une chamane de Madagascar comporte beaucoup de visions de licornes, centaures et chevaux ailés, alors qu'elle assure n'avoir aucune connaissance à l'époque des récits mettant en scène ce type de créature.
Les ailes du cheval en font une créature surnaturelle qui échappe aux limites du monde connu. Elles le relient à l'extase du chaman qui monte au ciel sur une créature ailée, généralement un oiseau. Dans toutes les pratiques chamaniques, l'homme qui entreprend un voyage spirituel est assisté d'un « animal qui n'a pas oublié comment on acquérait des ailes », faute de quoi il ne peut s'élever.

## Représentations artistiques
Les chevaux ailés sont fréquemment représentés dans l'art, en particulier dans l'Antiquité.

### Arts asiatiques

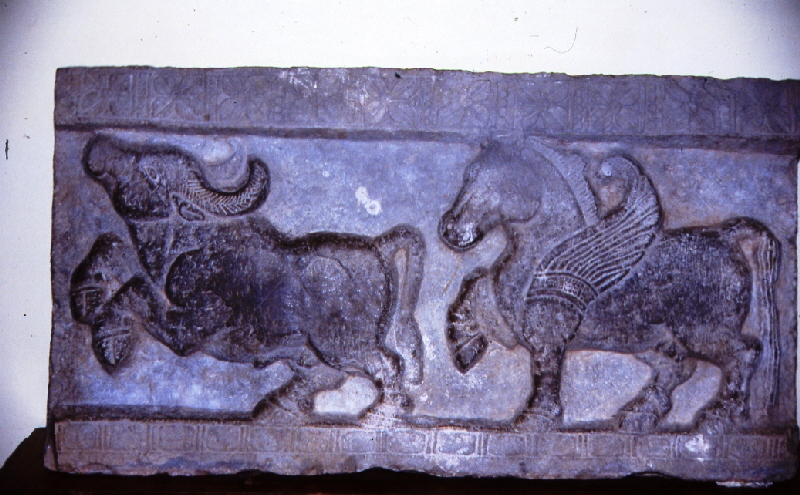
Frise avec un taureau et un cheval ailé à Karnataka, en Inde

Marc-André Wagner relève que les premiers remontent au XIXe siècle av. J.-C., chez les proto-hittites, d'où ils arrivent chez les Assyriens au Ier millénaire av. J.-C., puis dans les régions de l'Ionie et de Carie, en Asie mineure,. Chez les Assyriens, des sceaux-cylindres datés du XIVe siècle av. J.-C. ou du XIIIe siècle av. J.-C. montrent toutefois clairement de telles créatures hybrides (soit quelques siècles plus tôt que la date avancée par M.-A. Wagner).
Dans l'actuel Afghanistan, une fresque du VIe siècle montre une divinité solaire vêtue typiquement à la mode d'Asie centrale dans un chariot à deux roues, attelé de quatre chevaux ailés blancs : elle se rapporte peut-être à Surya ou plus vraisemblablement à Mithra.
En Chine, la figurine d'un petit cheval ailé en bronze nommé Fei Ma (signifiant cheval ailé) a été retrouvée dans la tombe d'un général du Ier siècle av. J.-C.. La sépulture de Wu Sansi (en), au nord du pays, compte une monumentale sculpture de cheval ailé de pierre. Le Fei long ma, est le cheval (ma) dragon (long) ailé (fei) du bestiaire chinois. Il est représenté comme gardien du tombeau de Gaozong de la dynastie Tang à Qianzhou. Il est arraché de son socle par un tremblement de terre signalé dans les Annales, ses quatre pieds se sont brisés au niveau des sabots. L'une des plus célèbres œuvres d'art chinoises est celle du cheval au galop volant, qui sans être ailé lui-même repose d'un pied sur un oiseau.
Les Xianbei de Mongolie créent de nombreux objets d'art aux chevaux ailés. En Inde, le cheval ailé semble être, comme l'éléphant ailé, une création locale, bien que certaines théories revendiquent sa filiation avec Pégase. Il est peu fréquent en sculpture, mais des exemples parlants sont ceux de la balustrade de la stūpa de Sānchî, et les sculptures d'Amaravati.

### Arts européens

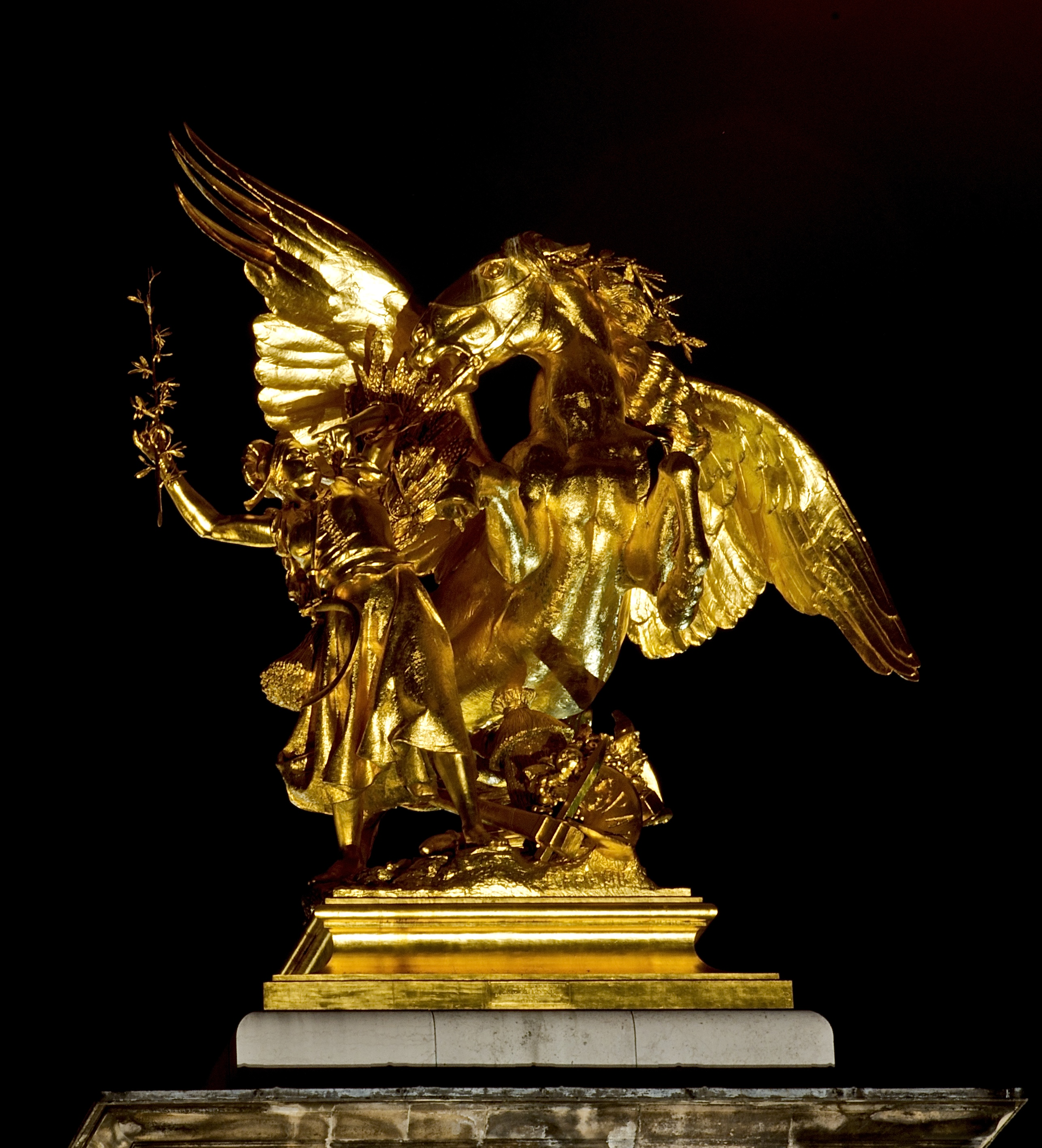
La Renommée de l'agriculture, une statue du pont Alexandre-III à Paris.

La première apparition du cheval ailé sur le continent Européen s'effectue logiquement en Grèce, sur les monnaies corinthiennes du VIIe siècle av. J.-C., sous l'influence de l'Asie mineure. Le plus largement représenté est Pégase, sur des poteries, pièces de monnaie et sculptures. Les chevaux ailés représentés sur des casques et des boucliers ne figurent cependant pas tous Pégase en particulier. Ils revêtent une fonction prophylactique, notamment pour les guerriers. Une œnochoé représentant la déesse Niké sous des traits de petite fille, dans un char attelé de quatre chevaux ailés, est conservée à Berlin.
Une œuvre des étrusques, les chevaux ailés de Tarquinia, forme l'une des plus intéressantes parmi la production artistique de ce peuple. Ce haut-relief ornait un temple du IVe siècle av. J.-C., il était peut-être attelé à un char et l'inspiration d'origine proviendrait du Pégase, témoignant de l'influence grecque sur les Étrusques. Des hybrides de cheval et d'oiseau de proie sont représentés à l'époque antique et sous les Mérovingiens
La Renaissance artistique en Europe entraîne un regain d’intérêt pour la mythologie grecque, et donc pour les représentations de Pégase qui étaient absentes au Moyen Âge. Les figures de chevaux ailés resurgissent régulièrement au fil de l'histoire, par exemple lors de la Seconde Guerre mondiale, à Pegasus Bridge où les parachutistes anglais en arborent un comme emblème.

### Héraldique

Blason de la commune de Bargen, Suisse.

Le cheval ailé se retrouve comme figure héraldique imaginaire sous le nom de Pégase, même quand sa représentation n'a pas de rapport connu avec le Pégase de la mythologie grecque. Ainsi, la famille Creuzé de Lesser fait figurer sur son blason un cheval ailé d'or, contourné et couché, probablement une création naturaliste qui répond à la symbolique de l'époque des troubadours. L'hippogriffe est lui aussi représenté sur des blasons, généralement comme support.

### Poésie
En poésie, de nombreux recueils utilisent la thématique du cheval ailé pour la lier à Pégase, qui en est l'un des symboles. L'écrivain et poète néerlandais Louis Couperus écrit ainsi le recueil Le Cheval ailé en 1923 et René Herval en intitule un autre de la même manière en 1966. Victor Hugo fait beaucoup appel à l'image du cheval ailé, notamment dans le trente-quatrième poème des Orientales en référence à la légende de Mazeppa. L'animal qui emporte Mazeppa est présenté comme un génie ayant forme de cheval ailé, qui fait accéder son cavalier à un niveau supérieur de conscience. L'homme, mortel, est transporté vers un royaume d'éternité, sur le dos de sa fabuleuse monture. Hugo consacre par ailleurs plusieurs écrits à Pégase, notamment deux poèmes dans Les Chansons des rues et des bois : Le Cheval qui ouvre le recueil, et Au cheval qui le clôture :
Extrait du poème Le Cheval
Le cheval luttait ; ses prunelles,
Comme le glaive et l’yatagan,
Brillaient ; il secouait ses ailes
Avec des souffles d’ouragan.
Il voulait retourner au gouffre ;
Il reculait, prodigieux,
Ayant dans ses naseaux le soufre
Et l’âme du monde en ses yeux.
Cette association perdure puisque Lyubomir Levchev, poète bulgare vainqueur du William Meredith Award for Poetry 2013, a intitulé l'un de ses recueils Green-Winged Horse, soit « Le cheval aux ailes vertes ».

## Culture populaire
Le cheval ailé reste très présent dans la culture populaire. Il apparaît surtout dans des romans de fantasy et de fantastique, des films et des séries d'animation, et les jouets pour les petites filles. La figure de la licorne ailée est elle aussi présente dans la culture populaire.

### Littérature de fiction

#### L'hippogriffe de l'Arioste

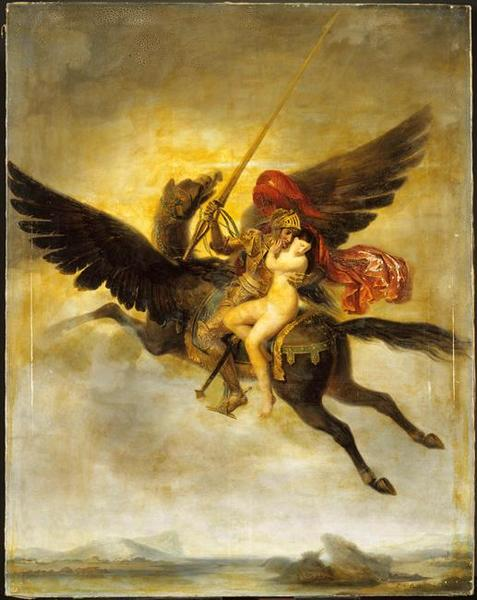
Roger délivrant Angélique, par Louis-Édouard Rioult, huile sur toile, Paris, Musée du Louvre.

L'hippogriffe est une créature hybride mi-cheval et mi-aigle qui ressemble au cheval ailé avec la tête et les membres antérieurs d'un aigle. Il est clairement nommé et défini pour la première fois dans l'œuvre de l'Arioste, le Roland furieux (Orlando furioso), au début du XVIe siècle. Dans ce roman de chevalerie inscrit dans la continuité du cycle carolingien, l'hippogriffe est une monture naturellement née de l'accouplement d'une jument et d'un griffon, extrêmement rapide et capable de voler autour du monde, chevauchée par les magiciens et de nobles héros. Le paladin Roger délivre la belle Angélique sur son dos. Symbole des pulsions incontrôlées, il emporte Alstophe jusque sur la lune. Cette créature semble avoir fait très peu l'objet de croyances. Au début du XXIe siècle, la saga de Harry Potter a fortement re-popularisé les hippogriffes, notamment à travers le personnage de Buck.

#### Littérature d'enfance et de jeunesse
Si le livre pour enfants de l'allemande Bertha Lask, À travers les âges : voyages d'un enfant sur un cheval ailé, traduit en français en 1933 appartient plutôt au registre du merveilleux, la plupart des mentions de cette créature dans les ouvrages de fiction modernes relèvent des genres fantasy et fantastique, pour la jeunesse. Ainsi, dans Le Neveu du magicien de C. S. Lewis, appartenant au cycle de Narnia, Fledge (Fraise), un cheval ailé de couleur rouge, joue un rôle prééminent. D'autres créatures du même type peuplent l'univers de Narnia. Elles n'y ont à priori pas été envoyées par le lion Aslan, mais font partie de la douzaine de créatures parmi les plus rapides. Dans le roman The Winged Colt of Casa Mia (jamais traduit en français) de Betsy Byars, un poulain nommé « Alado » (« Ailé », en espagnol) naît avec des ailes dans un ranch américain, et doit apprendre à s'y adapter. Moins connus sont Katy and the Winged Horse, dont l'héroïne souvent malade reçoit un petit cheval ailé de sa grand-mère, qui prend vie ; et Johnny and the Winged Horse, qui raconte l'histoire d'un petit garçon touché par une forte décharge électrique, plongé dans un monde fantastique avec pour compagnon un cheval ailé.
La série de romans Harry Potter de J. K. Rowling présente différentes espèces de chevaux ailés. Les sombrals, les plus connus, sont des animaux noirs dépourvus de chair et de pelage, qui ne peuvent être vus que par ceux qui ont déjà vu la mort et fait leur deuil. Ils possèdent un excellent sens de l'orientation et sont d'une extrême rapidité, mais les sorciers les voient comme un signe de malchance.
The Witches of Winged-Horse Mountain forme le quatrième tome des aventures de l'apprentie sorcière Beatrice Bailey, dans la série d'ouvrages jeunesse de Sandra Forrester. Le roman City of Stars, dans la série des aventures de Stravaganza par Mary Hoffman, présente aussi une telle créature. La série de romans jeunesse Beast Quest consacre quant à elle son tome 16 (paru en 2011) à la capture d'un cheval ailé.
Dans la série de romans Tara Duncan de Sophie Audouin-Mamikonian, les montures des guerriers sont des chevaux ailés appelés pégases. L'héroïne a un pégase comme familier, du nom de Galant. La relation entre Tara est Galant est de nature presque amoureuse.

### Films et animation

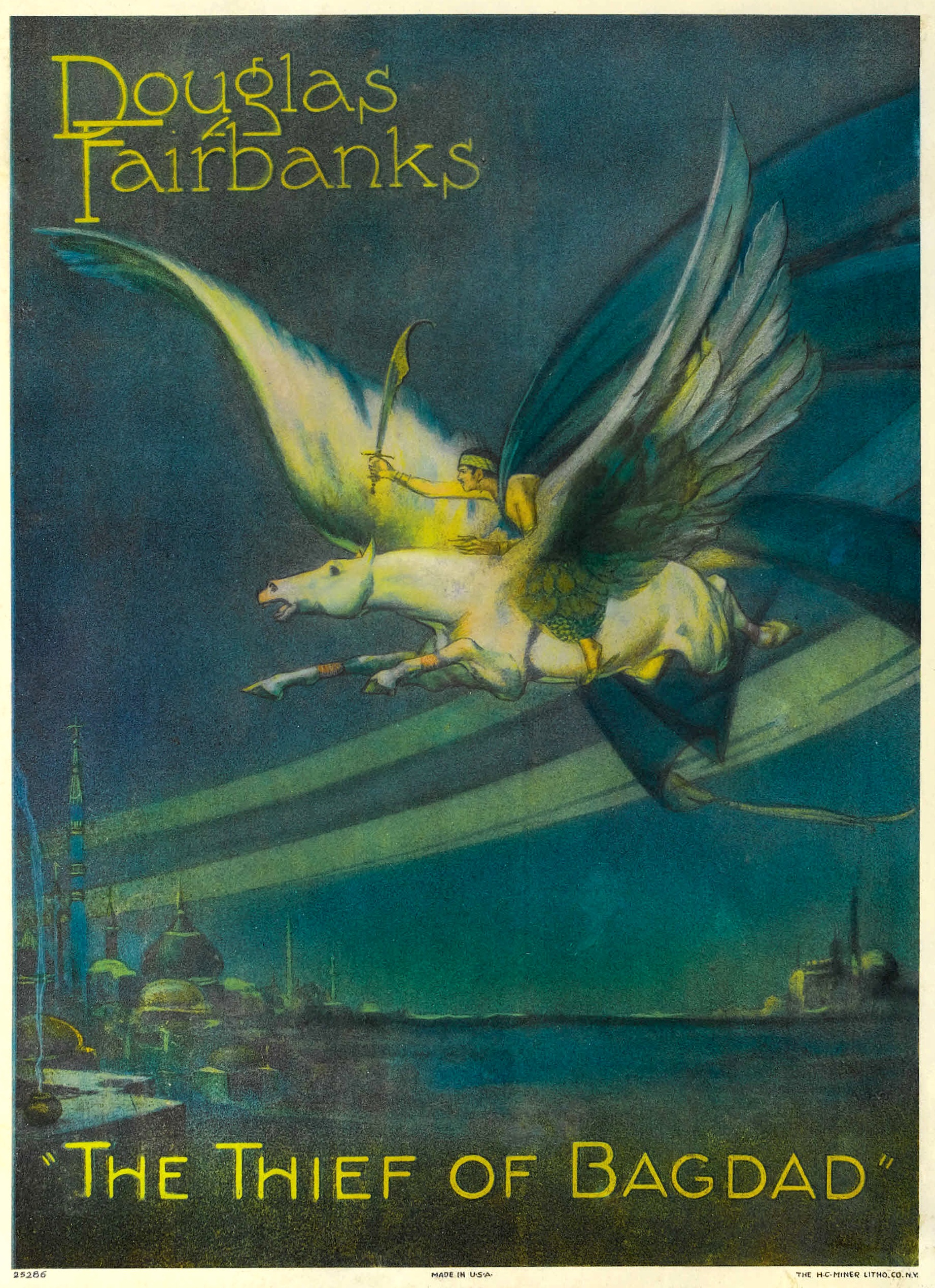
Affiche du film Le voleur de Bagdad, version 1924. Il est inspiré de plusieurs contes des Mille et une nuits.

La présence de chevaux ailés dans les films et l'animation remonte à longtemps, puisque dès 1924 un tel animal est mis en scène dans le film Le voleur de Bagdad de Raoul Walsh et Douglas Fairbanks, ce qui représente une performance considérable pour l'époque. On le retrouve dans la version de 1940 du même film. En 1932, un épisode d’Oswald le lapin chanceux s'intitule The Winged Horse. Dans la série d'animation américaine Luno the White Stallion (1963, TerryToons), Luno est un jouet qui devient un cheval ailé vivant lorsque le petit Tim prononce la phrase « Oh winged horse of marble white, take me on a magic flight » ce qui pourrait être traduit par « Oh, cheval ailé de marbre blanc, emmène-moi pour un vol magique ». Il l'emmène alors vers différentes aventures.
Dans le manga et la série d'animation Unico d'Osamu Tezuka (1976-1983), Unico peut prendre la forme d'une grande licorne ailée pour aider ceux qui lui ont offert leur amitié. Une autre série d'animation du même auteur, Magie bleue, met en scène Magic, un poney bleu sans ailes mais capable de voler, décrit comme « la fille de Pégase ». Dans la série d'animation américaine She-Ra, la princesse du pouvoir, l'héroïne She-Ra monte un cheval nommé Éclair, qui se transforme en licorne ailée lorsqu'elle le touche avec son épée : Fougor (Swift Wind en version originale) est alors son nom. Dans la série d'animation américaine Princesse Starla et les Joyaux magiques, Starla chevauche aussi une licorne ailée qui porte des crins d'or, et s'appelle Sunstar. Les différents films et séries d'animation tirés de la licence de jouets My Little Pony présentent des poneys ailés et les alicornes, portant à la fois une corne et des ailes. Dans Barbie et le Cheval magique, un cheval ailé rose nommé Brietta aide la princesse Annika.
Pégase est lui aussi très présent dans les films et l'animation, notamment dans Fantasia et Hercule des studios Disney, dans les deux versions du Choc des Titans en 1981 et en 2010, dans Saint Seiya où Seiya est le chevalier de Pégase, ou encore en tant qu'Helios, petit ami de Mini-Bunny Tsukino dans le quatrième arc de Sailor Moon (SuperS).

### Maison d'éditions
Une maison d'éditions suisse nommée Éditions du Cheval ailé a été active de 1944 à 1947. Elle est connue pour avoir publié essentiellement des textes d'anciens responsables du Régime de Vichy.

### Comics
Dans les comics américains, Aragorn est la monture ailée du troisième Chevalier noir (Dane Whitman), héros de Marvel. Plus tard, il est donné à Brunnhilde, une Valkyrie d'Asgard, et vit dans la forteresse d'Asgard avec les autres chevaux ailés. Ces chevaux ailés sont bénis par Odin, ils ont le pouvoir de choisir une cavalière pour faire d'elle une Valkyrie. Brightwind, l'une de ces montures, est sauvé par Dani Moonstar de l'attaque d'un groupe de chasseurs et la choisit pour cavalière. Plus tard, quand sa cavalière devient familière de la Mort, il change d'apparence et devient complètement noir, prenant le nom de Darkwind. Dane Whitman redevient plus tard le Chevalier noir et se voit attribuer un nouveau cheval ailé, noir aux ailes de chauve-souris : Valinor. Enchanté à Avalon, ce cheval est soigné par le Docteur Strange et se retourne contre son ancien maître. Le Chevaliner noir se voir confier un nouveau cheval ailé, cette fois blanc : Strider. Le Dreadknight monte quant à lui un cheval ailé noir chimérique et proche d'un dragon, le Hellhorse.

### Jouets
Le cheval ailé est populaire en jouet, essentiellement pour les petites filles. Les plus connus sont ceux de la licence My Little Pony (en France « Mon petit poney » et au Québec « Ma petite pouliche ») d'Hasbro, déclinés sous de nombreuses formes. La première génération de ces jouets, de 1982 à 1993, propose des poneys pégases, des poneys libellules aux ailes en plastique translucide amovibles, ou encore des poneys papillons dont les ailes sont recouvertes de motifs colorés. Ces jouets sont très appréciés des collectionneurs. De nouvelles gammes ont vu le jour au fil du temps, inspirées notamment par la série d'animation de 2010 qui compte des poneys ailés et volants comme Rainbow Dash et Fluttershy, ainsi que des licornes ailées (alicornes). Si My Little Pony est une licence de jouets qui a donné ensuite des films et séries d'animation, l'inverse arrive également. Les produits dérivés de She-Ra, la princesse du pouvoir incluent un jouet avec Fougor, et ceux de Princesse Starla et les Joyaux magiques comptent la licorne ailée Sunstar.
Une autre licence de jouets plus récente, Bella Sara, inclut des jeux de cartes et des peluches comptant de nombreux chevaux ailés, avec un site internet interactif qui permet de voir les créatures des cartes comme dans un jeu vidéo.
Dans la collection de poupées Barbie, Glimmer le cheval volant est un jouet à piles orange et pailleté, créé en 2007 par Mattel. Il fait du bruit et produit des lumières lorsqu'il galope, des lumières clignotent sur ses ailes et le bruit du vent se fait entendre lorsqu'il s'envole. Il répond quand on le brosse ou lui donne à manger. De la même manière, Playmobil propose différents chevaux ailés, de couleur rose, blanche avec une coiffeuse de princesse ou encore dorée, avec un carrosse. Il existe aussi des peluches de chevaux ailés, et des doudous, notamment ceux d'Anna Club plush. Ainsi que des chevaux à bascule ailés.